# Ruth Baldor
Ruth Baldor (1 de noviembre de 1899-16 de noviembre de 1988) fue una intérprete teatral, cinematográfica y televisiva, así como actriz de voz, de nacionalidad alemana.

## Biografía
Nacida en Grasleben, Alemania, su verdadero nombre era Hedwig Emma Meta Heinrich. Tras formarse como actriz en la Ópera Estatal de Braunschweig, Baldor trabajó en Halberstadt, Königsberg, Breslavia, Gera, Zürich, Gera, Magdeburgo y Hamburgo. Después de 1945 Baldor actuó en Friburgo, y en 1951 Wolfgang Langhoff, director del Deutsches Theater de Berlín Este, le ofreció trabajar en su teatro.
Además de su trabajo teatral, ella también hizo varias películas con la productora cinematográfica Deutsche Film AG (DEFA) y la cadena televisiva Deutscher Fernsehfunk. Su entonces esposo, el actor y director de la DEFA Martin Hellberg, la dirigió en algunas de sus películas, como por ejemplo Die Millionen der Yvette (1956). Con la construcción del Muro de Berlín, se hizo imposible el acceso a las instalaciones cinematográficas del este de Berlín, por lo que Baldor decidió centrarse, a partir de entonces, en su carrera teatral.
Ruth Baldor falleció en Bad Sooden-Allendorf, Alemania, en 1988.

## Filmografía (selección)
- 1951: Stacheltier 023: Die Weintraube
- 1952: Das verurteilte Dorf
- 1956: Thomas Müntzer – Ein Film deutscher Geschichte
- 1956: Die Millionen der Yvette
- 1956: Der Hauptmann von Köln
- 1957: Die Leute auf Dangaard
- 1958: Nur eine Frau
- 1959: Weißes Blut
- 1960: Das Stacheltier: Die Frau seiner Träume
- 1960: Fernsehpitaval: Der Fall Annemarie Haller
- 1960: Moral
- 1963: Der Parasit

## Literatura
- Ruth Baldor en  theaterwissenschaft.ch
- Frank-Burkhard Habel, Volker Wachter: Das große Lexikon der DDR-Stars. Schwarzkopf & Schwarzkopf, Berlin 2002, ISBN 3-89602-391-8.